# Cyrenajka (kolonia włoska)
Cyrenajka (wł. Cirenaica italiana, w tłum. na pol. „Cyrenajka włoska”) – włoska kolonia, istniejąca w latach 1927–1934 na terenie Cyrenajki (obecnie część Republiki Libii).

## Historia

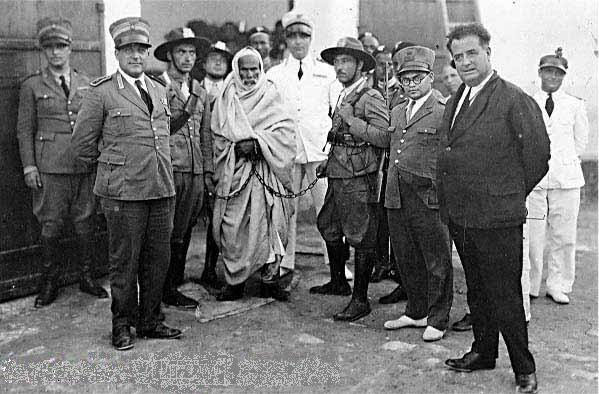
Umar al-Muchtar po aresztowaniu

W wyniku wojny włosko-tureckiej (1911-1912) terytoria obecnej Libii przeszły pod panowanie Włoch, które na jej terenie utworzyły kolonię Włoskiej Afryki Północnej. Po zajęciu przez Włochy Trypolisu w 1911 w kraju wybuchło powstanie kierowane przez bohatera narodowego Libii, Umara al-Muchtara. Włosi osiedlali w Libii osadników oraz prowadzili italianizację miejscowej ludności. W 1927 roku wydzielono z Włoskiej Afryki Północnej Trypolitanię i Cyrenajkę, zaś w 1934 połączono je wszystkie, tworząc Libię.